# Rußbach (Basse-Autriche)
Pour les articles homonymes, voir Rußbach.
Rußbach est une commune autrichienne du district de Korneuburg en Basse-Autriche.